# Anna Stöhr
Anna Stöhr (* 25. dubna 1988, Reith im Alpbachtal, okres Kufstein, Tyrolsko, Rakousko) je rakouská reprezentantka ve sportovním lezení, vítězka Rock Masteru a světového poháru, mistryně světa a Evropy. Závodila v lezení na obtížnost i rychlost a zejména v boulderingu, kde získala většinu titulů a medailí.

## Výkony a ocenění
- 2002: juniorská vicemistryně světa
- 2006: juniorská vicemistryně světa v obou disciplínách
- 2009 nominace na ocenění La Sportiva Competition Award za závodní výsledky
- 2007,2001: mistryně světa
- 2011 ocenění La Sportiva Competition Award[1]
- 2013: vítězka zimních armádních světových her
- 2013: obhájila titul mistryně Evropy
- 2006–2014: čtyři vítězství v celkovém hodnocení světového poháru, osm medailí
- 2005–2017: osmkrát mistryně Rakouska
- 2006–2017: několikanásobná nominace na prestižní mezinárodní závody Rock Master v italském Arcu, tři vítězství

### Závodní výsledky
| Arco Rock Master | Arco Rock Master | Arco Rock Master | Arco Rock Master | Arco Rock Master | Arco Rock Master | Arco Rock Master | Arco Rock Master | Arco Rock Master |
| Rok              | 2004             | 2005             | 2006             | 2007             | 2008             | 2009             | 2010             | 2017             |
| ---------------- | ---------------- | ---------------- | ---------------- | ---------------- | ---------------- | ---------------- | ---------------- | ---------------- |
| Bouldering       | 2                | 5                | 1                | 1                | 2                | 3                | 1                | 4                |

| Mistrovství světa | Mistrovství světa | Mistrovství světa | Mistrovství světa | Mistrovství světa | Mistrovství světa |
| Rok               | 2005              | 2007              | 2009              | 2011              | 2012              |
| ----------------- | ----------------- | ----------------- | ----------------- | ----------------- | ----------------- |
| Obtížnost         | —                 | —                 | —                 | 29                | —                 |
| Rychlost          | —                 | —                 | —                 | 41                | —                 |
| Bouldering        | 5                 | 1                 | 3                 | 1                 | 3                 |

| Světový pohár       | Světový pohár          | Světový pohár        | Světový pohár | Světový pohár | Světový pohár | Světový pohár | Světový pohár | Světový pohár | Světový pohár | Světový pohár | Světový pohár | Světový pohár | Světový pohár   | Světový pohár  |
| Rok                 | 2004                   | 2005                 | 2006          | 2007          | 2008          | 2009          | 2010          | 2011          | 2012          | 2013          | 2014          | 2015          | 2016            | 2017           |
| ------------------- | ---------------------- | -------------------- | ------------- | ------------- | ------------- | ------------- | ------------- | ------------- | ------------- | ------------- | ------------- | ------------- | --------------- | -------------- |
| Obtížnost           | 18                     | 46-49                | —             | —             | —             | —             | —             | —             | —             | —             | —             | —             | —               | —              |
| jednotlivě*         | 20,-,-, -,10,-, 18,5,- | -,-,17, -,-,-, -,-,- | —             | —             | —             | —             | —             | —             | —             | —             | —             | —             | —               | —              |
|                     |                        |                      |               |               |               |               |               |               |               |               |               |               |                 |                |
| Bouldering          | 22-24                  | 5                    | 3             | 20-21         | 1             | 2             | 2             | 1             | 1             | 1             | 3             | 8-9           | 12-13           | 15             |
| jednotlivě* (x/x/x) | ,4, 22,                | ,,16,,12,            | ,11,4,,,4,    | ,,24,         | ,7,8,,        | ,10,4,,       | ,,9,,,5,9,    | ,,6,6,,       | ,,5,,         | ,             | ,6,,,8,,,5,   | ,5, · ,       | , · 5,10, · 21, | 37, 16,8, 4,43 |
|                     |                        |                      |               |               |               |               |               |               |               |               |               |               |                 |                |
| Kombinace           |                        |                      |               |               |               |               |               |               |               |               |               |               |                 |                |

* poznámka: nalevo jsou poslední závody v roce
| Zimní armádní světové hry | Zimní armádní světové hry |
| Rok                       | 2013                      |
| ------------------------- | ------------------------- |
| Bouldering                | 1                         |

| Mistrovství Evropy | Mistrovství Evropy | Mistrovství Evropy | Mistrovství Evropy | Mistrovství Evropy | Mistrovství Evropy | Mistrovství Evropy |
| Rok                | 2004               | 2008               | 2010               | 2013               | 2015               | 2017               |
| ------------------ | ------------------ | ------------------ | ------------------ | ------------------ | ------------------ | ------------------ |
| Bouldering         | 2                  | 2                  | 1                  | 1                  | 2                  | 29                 |

| Mistrovství Rakouska | Mistrovství Rakouska | Mistrovství Rakouska | Mistrovství Rakouska | Mistrovství Rakouska | Mistrovství Rakouska | Mistrovství Rakouska | Mistrovství Rakouska | Mistrovství Rakouska |
| Rok                  | 2005                 | 2006                 | 2008                 | 2010                 | 2011                 | 2013                 | 2016                 | 2017                 |
| -------------------- | -------------------- | -------------------- | -------------------- | -------------------- | -------------------- | -------------------- | -------------------- | -------------------- |
| Bouldering           | 1                    | 1                    | 1                    | 1                    | 1                    | 1                    | 1                    | 1                    |

| Mistrovství světa juniorů | Mistrovství světa juniorů | Mistrovství světa juniorů | Mistrovství světa juniorů | Mistrovství světa juniorů |
| Rok                       | 2002 kat. B               | 2003 kat. B               | 2005 kat. A               | 2006 juniorky             |
| ------------------------- | ------------------------- | ------------------------- | ------------------------- | ------------------------- |
| Obtížnost                 | 12                        | 14                        | 4                         | 2                         |
| Rychlost                  | 2                         | —                         | —                         | 2                         |

| Evropský pohár juniorů | Evropský pohár juniorů | Evropský pohár juniorů | Evropský pohár juniorů | Evropský pohár juniorů |
| Rok                    | 2002 kat. B            | 2003 kat. B            | 2004 kat. A            | 2005 kat. A            |
| ---------------------- | ---------------------- | ---------------------- | ---------------------- | ---------------------- |
| Obtížnost              | 3                      | x                      | 4                      | 1                      |
| jednotlivě             |                        |                        |                        |                        |

* poznámka: nalevo jsou poslední závody v roce